# Municipio de Arrow Rock
El municipio de Arrow Rock (en inglés: Arrow Rock Township) es un municipio ubicado en el condado de Saline en el estado estadounidense de Misuri. En el año 2010 tenía una población de 793 habitantes y una densidad poblacional de 5,15 personas por km².

## Geografía
El municipio de Arrow Rock se encuentra ubicado en las coordenadas 39°4′16″N 93°1′6″O / 39.07111, -93.01833. Según la Oficina del Censo de los Estados Unidos, el municipio tiene una superficie total de 153.92 km², de la cual 151,63 km² corresponden a tierra firme y (1,49 %) 2,29 km² es agua.

## Demografía
Según el censo de 2010, había 793 personas residiendo en el municipio de Arrow Rock. La densidad de población era de 5,15 hab./km². De los 793 habitantes, el municipio de Arrow Rock estaba compuesto por el 95,71 % blancos, el 1,01 % eran afroamericanos, el 0,13 % eran amerindios, el 1,13 % eran asiáticos, el 0,13 % eran de otras razas y el 1,89 % eran de una mezcla de razas. Del total de la población el 1,26 % eran hispanos o latinos de cualquier raza.